# 마일란
마일란(Mylan N.V.)은 글로벌 제네릭 및 특수 의약품 회사였다. 2020년 11월 마일란은 화이자의 특허 만료 의약품 부문인 업존과 합병하여 비아트리스를 설립했다. 이전에 회사는 네덜란드에 본사를 두고 있으며 영국 하트퍼드셔주 햇필드에 주요 본사를 두고 미국 펜실베니아주 캐논스버그에 "글로벌 센터"를 두고 있다.
2007년에 회사는 제네릭 의약품용 활성 의약품 성분(API)의 최고 생산업체인 인도 소재 매트릭스 래보러터리스(Matrix Laboratories Limited)와 독일 소재 머크 그룹의 제네릭 사업부의 지배 지분을 인수했다. 이러한 인수를 통해 회사는 미국에서 세 번째로 큰 제네릭 및 제약 회사에서 세계에서 두 번째로 큰 제네릭 및 특수 제약 회사로 성장했다.
마일란은 1973년 2월 OTC 시장에 상장되었다. 이는 NASDAQ에 상장되었으며 해당 주식은 NASDAQ 바이오테크놀로지 및 S&P 500 지수의 구성 요소였다.
이 회사는 1961년에 설립되어 종양학, 아나필락시스, 항레트로바이러스제, 심혈관, 호흡기, 피부과, 면역학, 마취 및 통증 관리, 전염병, 위장병학, 당뇨병/내분비학, 여성 보건 의료 등 광범위한 의료 분야에 대한 의약품을 개발 및 생산했다.